# Кестеноваць (Войнич)
45°13′ пн. ш. 15°38′ сх. д. / 45.22° пн. ш. 15.63° сх. д.
Кестеноваць (хорв. Kestenovac) — населений пункт у Хорватії, у Карловацькій жупанії у складі громади Войнич.

## Населення
Населення за даними перепису 2011 року становило 10 осіб.
Динаміка чисельності населення поселення: